# Eliza Outtrim
Eliza Outtrim (ur. 18 lipca 1985 w New Haven) – amerykańska narciarka dowolna, specjalizująca się w jeździe po muldach. W 2014 roku wystartowała na igrzyskach olimpijskich w Soczi, gdzie była szósta. Zajęła też między innymi piąte miejsce w jeździe po muldach na mistrzostwach świata w Deer Valley w 2011 roku. Najlepsze wyniki w Pucharze Świata, osiągnęła w sezonie 2012/2013, kiedy to zajęła 12. miejsce w klasyfikacji generalnej, a w klasyfikacji jazdy po muldach była czwarta.

## Osiągnięcia

### Igrzyska olimpijskie
| Miejsce | Dzień    | Rok  | Miejscowość | Konkurencja      | Zwycięzca               |
| ------- | -------- | ---- | ----------- | ---------------- | ----------------------- |
| 6.      | 8 lutego | 2014 | Soczi       | Jazda po muldach | Justine Dufour-Lapointe |

### Mistrzostwa świata
| Miejsce | Dzień    | Rok  | Miejscowość | Konkurencja      | Zwycięzca             |
| ------- | -------- | ---- | ----------- | ---------------- | --------------------- |
| 17.     | 7 marca  | 2009 | Inawashiro  | Jazda po muldach | Aiko Uemura           |
| 6.      | 8 marca  | 2009 | Inawashiro  | Muldy podwójne   | Aiko Uemura           |
| 5.      | 2 lutego | 2011 | Deer Valley | Jazda po muldach | Jennifer Heil         |
| 9.      | 5 lutego | 2011 | Deer Valley | Muldy podwójne   | Jennifer Heil         |
| 13.     | 6 marca  | 2013 | Voss        | Jazda po muldach | Hannah Kearney        |
| 12.     | 8 marca  | 2013 | Voss        | Muldy podwójne   | Chloé Dufour-Lapointe |

### Puchar Świata

#### Miejsca w klasyfikacji generalnej
- sezon 2005/2006: 70.
- sezon 2006/2007: 97.
- sezon 2007/2008: 88.
- sezon 2008/2009: 49.
- sezon 2009/2010: 24.
- sezon 2010/2011: 29.
- sezon 2011/2012: 21.
- sezon 2012/2013: 12.
- sezon 2013/2014: 26.

#### Miejsca na podium w zawodach
1. Sierra Nevada – 18 marca 2010 (Jazda po muldach) – 1. miejsce
2. Ruka – 10 grudnia 2011 (Jazda po muldach) – 2. miejsce
3. Calgary – 26 stycznia 2013 (Jazda po muldach) – 3. miejsce
4. Deer Valley – 31 stycznia 2013 (Jazda po muldach) – 3. miejsce
5. Soczi – 15 lutego 2013 (Jazda po muldach) – 2. miejsce
6. Åre – 15 marca 2013 (Jazda po muldach) – 2. miejsce